# 卡普蘭諾大學
卡普蘭諾大學（英語：Capilano University，簡稱CapU) ，一所以教学为重点的公立大学，位于加拿大不列颠哥伦比亚省北温哥华區，坐落於北岸山脈山坡上的天然森林环境中。
卡普蘭諾大學的学位课程得到了不列颠哥伦比亚省政府高等教育、技能和培训部的批准。大学的学位授予权由不列颠哥伦比亚大学法规定。  2012 年，其成为加拿大第一所获得华盛顿州西北大學委員會（即NWCCU）认证的大学，该委员会是美国教育部认可的美国六大地区机构之一。 
卡普蘭诺大学运动队The Blues 在加拿大大学体育协会中共获得15项全国冠军，在太平洋西部運動協會中共获得61项省冠军。 
该大学最初是由北岸和豪湾的学校董事会和居民于1968年根据需要，为於温哥华西北部当區服务的公共机构而成立的。初始入学人数为784名学生。 2008年，该省将「卡普蘭諾大學」之名改为大学，截至2019年，该学院每年招收约12,700名学生。卡普蘭諾大學的学术课程包括学位、文凭和证书的国内和国际认可的文科、专业和职业课程。
卡皮拉诺大学的主校区位于北温哥华區，位于大温哥华地区的北岸地區。距離温哥华市中心约30分钟车程。大部分课程都在这个校区提供。还有一个较小的区域校区，被称为不列颠哥伦比亚省阳光海岸地區，為該區提供服务。 